# Sorpreso dalla gioia
Sorpreso dalla gioia (sottotitolo I primi anni della mia vita) è un'autobiografia dello scrittore e saggista britannico C. S. Lewis pubblicato nel 1955.
Il libro è la narrazione personale e intima della conversione al cristianesimo dell'autore di Belfast.

## Edizioni
- (EN) Surprised by Joy. The Shape of My Early Life, Londra, Geoffrey Bles, 1955.
- Sorpreso dalla gioia. I primi anni della mia vita, Milano, Jaca Book, novembre 1981, SBN CAM0027075.